# アデランスウェルネスオープン
アデランスウェルネスオープンは、2002年から2007年までアデランスと日本プロゴルフ協会が主催していたシニアゴルフトーナメント。毎年6月に新潟県胎内市の中条ゴルフ倶楽部で開催された。
2004年大会では尾崎健夫がシニアデビューを果たした。
2007年大会ではアデランスのイメージキャラクターの南明奈が始球式を務めた。

## 歴代優勝者
- 2002年：野口裕樹夫
- 2003年：三好隆
- 2004年：中尾豊健
- 2005年：友利勝良
- 2006年：室田淳
- 2007年：高橋勝成[3]